# Михалова
Михалова (на словашки: Michalová) е село в централна Словакия, част от окръг Брезно на Банскобистришки край. Населението му е 1361 души (по приблизителна оценка от декември 2017 г.).
Разположено е на 590 метра надморска височина във Западните Карпати, на 12 километра югоизточно от град Брезно и на 47 километра източно от Банска Бистрица. Селището е създадено през 1788 година край мина за желязна руда и пещите за нейната обработка.